# 今晚亮菁菁
《今晚亮菁菁》是台灣全民廣播電台news98知名的新聞廣播節目，主持人為尹乃菁。一開始開播時段為17:00 - 19:00，於2012年9月初開播時段改成為週一至週五18:00 - 20:00。

## 節目風格
在第一個小時裏，有鑒於大家忙碌的下班心情，因此用以較為輕鬆和幽默的方式來播報新聞，並和採訪記者做現場連線，提供第一手的新聞資訊；第二個小時則會訪問來賓，探取生活周遭以及世界裏各個與大多數人息息相關的新知及情報，或者是以訪問來賓，並分享其心路歷程。

## 外部連結
- YouTube上的今晚亮菁菁 / 尹乃菁 播放列表